# Rafik Halliche
Rafik Halliche (Argel, 2 de septiembre de 1986) es un exfutbolista argelino que juega de defensa.

## Selección nacional
El 2 de junio de 2014 fue incluido en la lista final de 23 jugadores que representarán a Argelia en la Copa Mundial de Fútbol de 2014.

### Participaciones en Copas del Mundo
| Mundial                        | Sede      | Resultado        |
| ------------------------------ | --------- | ---------------- |
| Copa Mundial de Fútbol de 2010 | Sudáfrica | Primera fase     |
| Copa Mundial de Fútbol de 2014 | Brasil    | Octavos de final |

### Goles con la selección nacional en Mundiales
| Gol | Fecha               | Sede                                    | Oponente      | Marcador | Resultado | Competencia  |
| --- | ------------------- | --------------------------------------- | ------------- | -------- | --------- | ------------ |
| 1.  | 22 de junio de 2014 | Estadio Beira-Rio, Porto Alegre, Brasil | Corea del Sur | 0 - 2    | 2 – 4     | Mundial 2014 |

## Clubes
| Club                    | País       | Año       |
| ----------------------- | ---------- | --------- |
| Hussein Dey             | Argelia    | 2006-2008 |
| S. L. Benfica           | Portugal   | 2008-2010 |
| C. D. Nacional (cedido) | Portugal   | 2008-2010 |
| Fulham F. C.            | Inglaterra | 2010-2012 |
| Académica Coimbra       | Portugal   | 2012-2014 |
| Qatar S. C.             | Catar      | 2014-2017 |
| G. D. Estoril Praia     | Portugal   | 2017-2018 |
| Moreirense F. C.        | Portugal   | 2018-2020 |

## Palmarés

### Títulos internacionales
| Título                    | Club (*)             | País   | Año  |
| ------------------------- | -------------------- | ------ | ---- |
| Copa Africana de Naciones | Selección de Argelia | Egipto | 2019 |

(*) Incluyendo la selección.